# Bulgariplatz (Statistischer Bezirk)

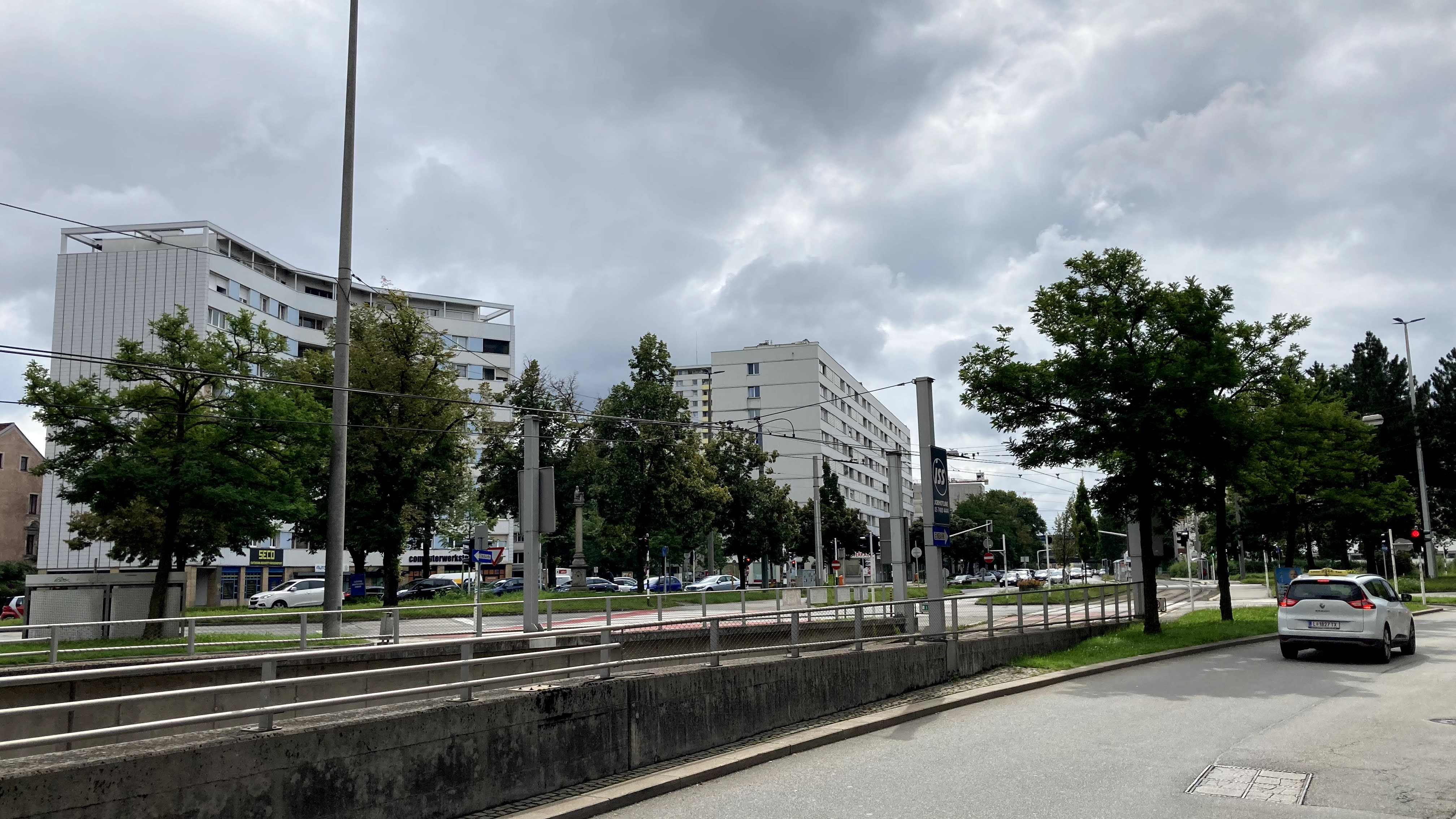
Zentraler Platz im Bezirk: Der Bulgariplatz in Linz 2021

Der Stadtteil Bulgariplatz ist ein Stadtviertel im Zentrum der oberösterreichischen Landeshauptstadt Linz. Es wurde 2014 gebildet und nach dem gleichnamigen Platz benannt, der in der Mitte des Gebiets liegt.

## Lage
Der Bezirk Bulgariplatz liegt südlich der Linzer Innenstadt und ist von dieser durch die Gleise der Westbahn getrennt. Im Süden bildet die Mühlkreis Autobahn die Grenze.
Der Stadtteil Bulgariplatz liegt in den Katastralgemeinden Lustenau (KG 45204) und Waldegg (KG 45210).

## Geschichte

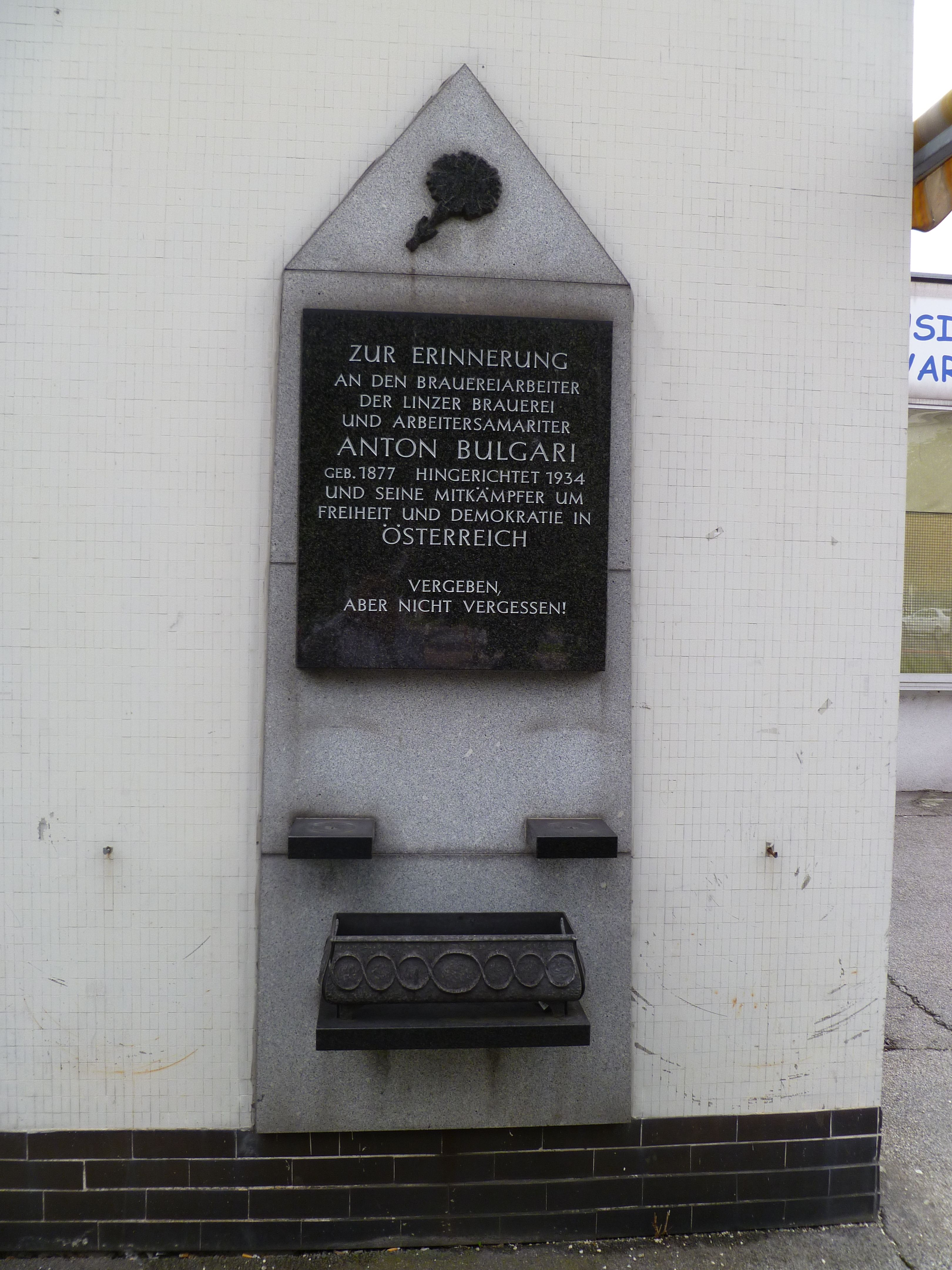
Bulgaridenkmal in Linz nach der Korrektur des Geburtsdatums von Bulgari

Der Bulgariplatz war im Februar 1934 Schauplatz des Februaraufstands im Zuge des österreichischen Bürgerkriegs. Zu Ehren des Widerstandskämpfers Anton Bulgari trägt der Platz, früher als Polygonplatz bezeichnet, seit 1946 seinen Namen. Am Platz selbst befindet sich das Bulgaridenkmal.
Im Jahr 2014 wurde der Linzer Statistische Bezirk Bulgariplatz aus den vormaligen statistischen Bezirken Andreas-Hofer-Platz-Viertel und Makartviertel (mit Ausnahme des südlich der Autobahn gelegenen Geländes) gegründet.

## Sehenswürdigkeiten
- Am St. Barbara-Friedhof befinden sich die Grabstätten vieler bekannter Persönlichkeiten. So befindet sich hier das Grabmal des Widerstandskämpfers Anton Bulgari, Namensgeber des Bezirks. Der Friedhof umfasst 12 ha und mehr als 20.000 Gräber.
- Die Herz-Jesu-Kirche (Linz) wurde 1899 bis 1903 erbaut.

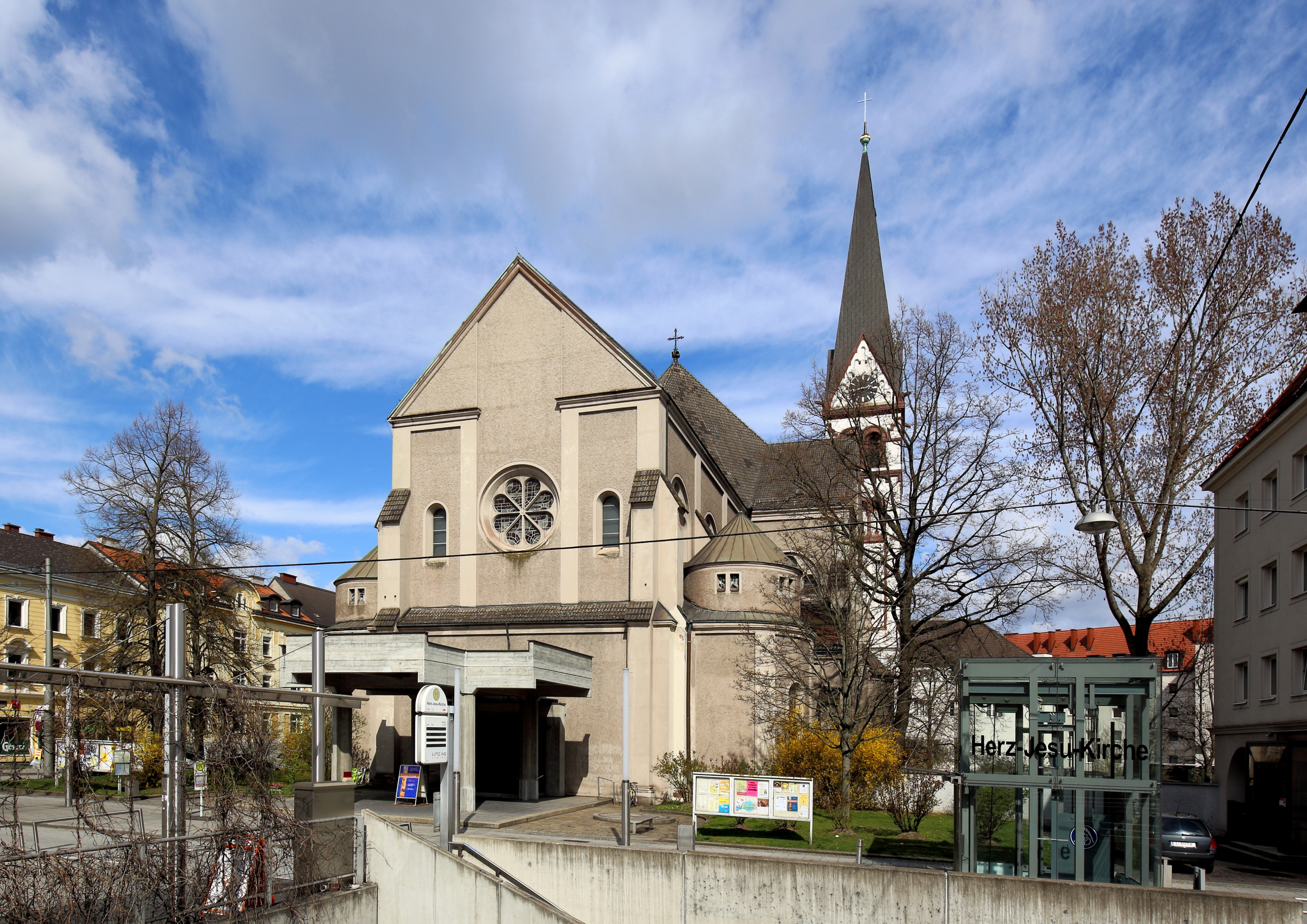
Herz-Jesu-Kirche

- 2025 wird der "High-Five" Tower mit 67 Metern und 21 Stockwerken fertiggestellt und das markanteste Gebäude am Platz sein. High Five Tower

## Wirtschaft
Wichtige Arbeitgeber im Stadtteil sind:
- Arbeitsmarktservice (AMS)
- Berufsförderungsinstitut
- Brau Union Österreich
- Neuromed Campus – Kepler Universitätsklinikum
- ÖBB Werkstätten
- Rechberger Ges.m.b.H
- Siemens Österreich

## Einrichtungen
- Otto-Glöckel-Schule Linz, Schulzentrum
- Bundesrealgymnasium Linz Hamerlingstraße
- Balkan Meile Wiener Straße, internationale Geschäfte und Gastronomie
- Wohnkomplex Grüne Mitte Linz
- Andreas-Hofer-Park
- Panuli Wiese
- Poschacherwiese